# Sinobrachyops
Sinobrachyops is een geslacht van uitgestorven temnospondyle Batrachomorpha (basale 'amfibieën') uit de Shaximiao-formatie uit het Midden-Jura in het Sichuanbekken van China. Sinobrachyops placenticephalus is een van de jongste bekende labyrinthodonte 'amfibieën'.
Op 14 mei 1984 werd bij Dashanpu een skelet van een temnospondyl gevonden.
In 1985 benoemde Dong Zhiming de typesoort Sinobrachyops placenticephalus. De geslachtsnaam betekent 'Chinees kortgezicht' en verwijst mede naar Brachyops. De soortaanduiding betekent zoiets als 'placentakop'.
Het holotype is ZDM 2001 (eerder ZDM1), een skelet met schedel. Behalve de schedel, waarvan de achterrand beschadigd is, zijn van het skelet wat wervels bewaard gebleven.
De schedel heeft een parabolisch profiel. De neusgaten zijn vooraan gelegen en bijna met elkaar vervloeid. De holten in het verhemelte zijn zeer groot. In het verhemelte staat ook een paar grote grijptanden.
Sinobrachyops werd in 1985 in de Brachyopidae geplaatst.